# Nie cierpię walentynek
Nie cierpię walentynek (ang. I Hate Valentine’s Day) – amerykańska komedia romantyczna z 2009 roku w reżyserii Nii Vardalos, wyprodukowany przez wytwórnię IFC Films.

## Fabuła
Genevieve Gernier (Nia Vardalos), która jest właścicielką kwiaciarni, w życiu osobistym stara się przestrzegać żelaznej zasady: nigdy nie umawiać się z jednym mężczyzną na więcej niż pięć randek. Kobieta zmienia reguły, gdy właścicielem sąsiedniej restauracji zostaje Greg Gatlin (John Corbett).

## Obsada
- Nia Vardalos jako Genevieve Gernier
- John Corbett jako Greg Gatlin
- Stephen Guarino jako Bill
- Amir Arison jako Bob
- Zoe Kazan jako Tammy Greenwood
- Gary Wilmes jako Cal
- Mike Starr jako John
- Jason Mantzoukas jako Brian Blowdell
- Judah Friedlander jako Dan O’Finn
- Rachel Dratch jako Kathy Jeemy

## Odbiór

### Krytyka
Film Nie cierpię walentynek spotkał się z negatywną reakcją krytyków. W serwisie Rotten Tomatoes 19% z dwudziestu siedmiu recenzji filmu jest pozytywne (średnia ocen wyniosła 3,1 na 10). Na portalu Metacritic średnia ocen z 13 recenzji wyniosła 17 punktów na 100.